# پونترمولی
پونترمولی (به ایتالیایی: Pontremoli) یک کومونه در ایتالیا است که در استان ماسا-کارارا واقع شده‌است.

## خصوصیات
پونترمولی ۱۸۲ کیلومترمربع مساحت و ۷٬۹۴۲ نفر جمعیت دارد و ۲۳۶ متر بالاتر از سطح دریا واقع شده‌است.